# Эстерман, Ханс
Ханс Эстерман (фин. Hans Österman; род. 1 марта 1978) — шведский игрок в настольный хоккей, трёхкратный чемпион мира.

## Биография
В соревнованиях по настольному хоккею участвует с 1991 года. В 1992 году занял 26 место на дебютном для себя чемпионате Швеции. С 1994 по 1998 год 5 раз подряд становился бронзовым призёром национального чемпионата, а в 1999 году впервые стал чемпионом страны. По состоянию на 2024 год является 8-кратным чемпионом Швеции.
В рамках чемпионатов мира Эстерман дебютировал в 1995 году на турнире в Стокгольме и с первой попытки стал бронзовым призёром, разделив третье место с соотечественником Ларсом Хенрикссоном. На том же турнире он стал чемпионом мира в составе сборной Швеции. Чемпионат мира в индивидуальном зачёте Эстерман впервые выиграл уже на следующем турнире в 1997 году в Хельсинки. Он также выигрывал чемпионаты мира в Пльзени (2001) и Риге (2005) и по состоянию на 2024 год является самым титулованным игроком в истории турнира. 
После 2018 года Эстерман взял паузу в игровой карьере и вернулся к соревновательной деятельности в 2022. Выиграл чемпионат Европы (2022) и мира (2023) среди ветеранов, а также стал чемпионом Швеции 2024 в основном зачёте.
У Ханса двое детей: сын Уно (р. 2005) и дочь Лив (р. 2006), которые также занимаются настольным хоккеем.
По основной профессии Эстерман — журналист, пишущий для газеты Aftonbladet.

## Достижения
| Турнир         | 1995 | 1997 | 1999 | 2001 | 2003 | 2005 | 2007 | 2009 | 2011 | 2015 | 2017 | 2023 | 2025 |
| Чемпионат мира | 3    | 1    | 5    | 1    | 3    | 1    | 3    | 5    | 19   | 10   | 9    | 6    | 17   |

| Турнир           | 2008 | 2010 | 2016 | 2018 | 2022 | 2024 |
| Чемпионат Европы | 6    | 3    | 3    | 12   | 7    | 11   |

| Турнир           | 1992 | 1993 | 1994 | 1995 | 1996 | 1997 | 1998 | 1999 | 2001 | 2002 | 2003 | 2004 | 2005 | 2006 |
| Чемпионат Швеции | 26   | 15   | 3    | 3    | 3    | 3    | 3    | 1    | 3    | 3    | 1    | 1    | 5    | 3    |
| Чемпионат Швеции | 2007 | 2008 | 2009 | 2010 | 2011 | 2014 | 2015 | 2016 | 2017 | 2018 | 2022 | 2023 | 2024 | 2025 |
| Чемпионат Швеции | 5    | 1    | 1    | 29   | 6    | 1    | 2    | 3    | 3    | 1    | 7    | 5    | 1    | 2    |

- Победитель Кубка Риги: 2003
- Победитель Чехия Оупен: 2004
- Победитель Осло Оупен: 2006, 2007
- Победитель Стокгольм Оупен: 2014, 2015, 2016, 2017

### Командные
Сборная Швеции
- Чемпион мира (6): 1995, 1997, 1999, 2001, 2003, 2007
  - Серебряный призёр: 2005, 2015, 2025
- Чемпион Европы: 2010
  - Серебряный призёр: 2008, 2022
  - Бронзовый призёр: 2024

«Скане»
- Чемпион Швеции (3): 1997, 2001, 2002
- Серебряный призёр (3): 1998, 1999, 2003
- Бронзовый призёр: 1996

«Mollan Rouge»
- Чемпион Швеции (6): 2009/10, 2010, 2013, 2014, 2015, 2016
- Серебряный призёр (3): 2004, 2005, 2009
- Бронзовый призёр: 2007

NUHL8
- Серебряный призёр: 2022, 2024